# Edward Littleton (1er baron Hatherton)
Edward John Littleton (18 mars 1791- 4 mai 1863), est un homme politique britannique de la famille élargie Littleton / Lyttelton, un des premiers conservateurs Canningite, puis plus tard un Whig. Il a une longue carrière politique, actif dans chacune des chambres du Parlement pendant quarante ans. Il participe étroitement à plusieurs réformes majeures, notamment l'émancipation des catholiques, le Truck Act de 1831, le Parliament Boundaries Act de 1832 et le Municipal Corporations Act 1835. Tout au long de sa carrière, il s’est activement intéressé à la question irlandaise et est secrétaire en chef pour l'Irlande de 1833 à 1834.
Il est également un important propriétaire foncier, agriculteur et homme d'affaires du Staffordshire. Héritier de deux fortunes familiales, il possède d'importantes participations dans des propriétés agricoles et résidentielles, des mines de charbon, des carrières et des briqueteries, principalement concentrées autour de Penkridge, Cannock et Walsall.

## Jeunesse et éducation
.

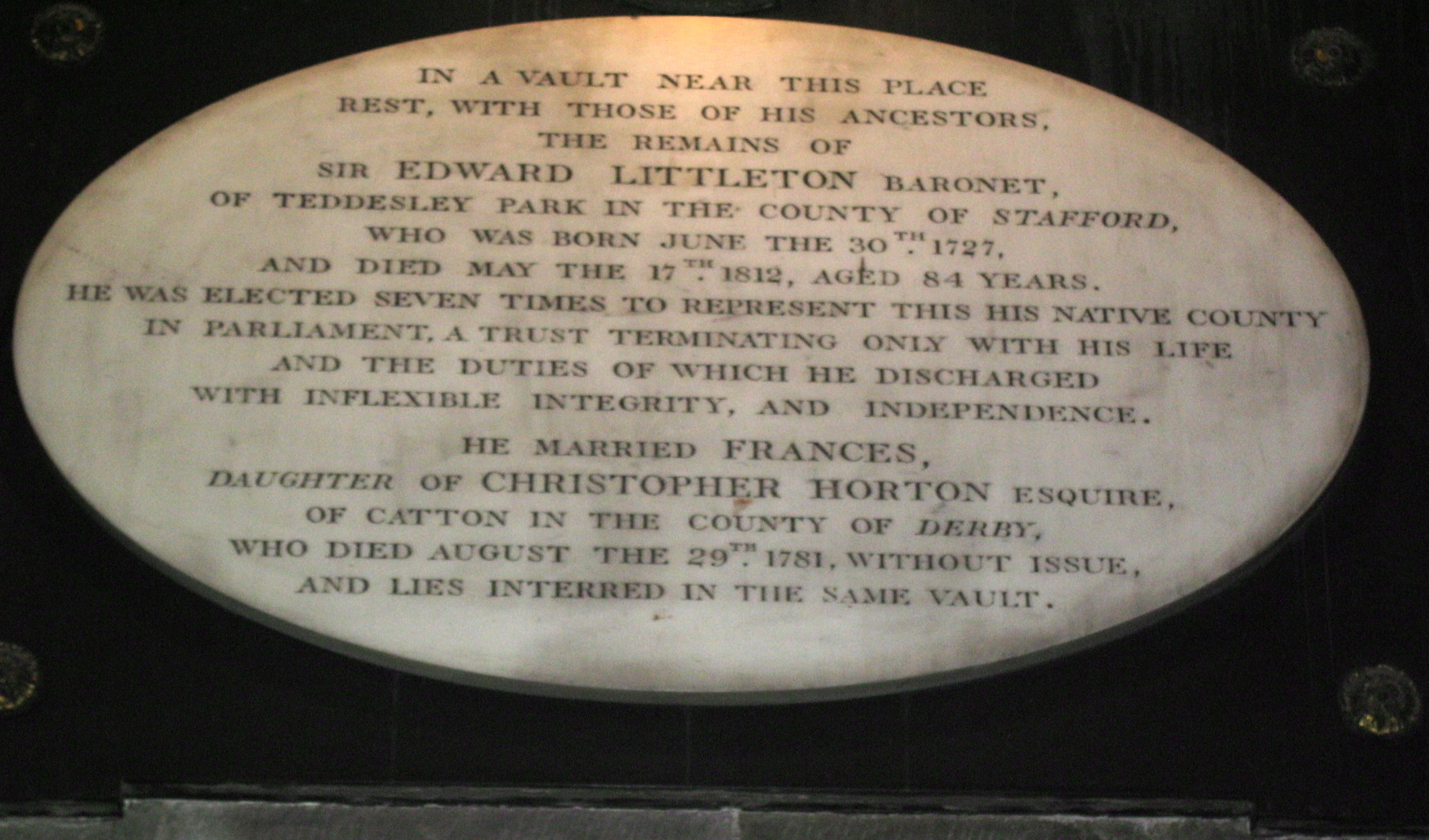
Mémorial à Sir Edward Littleton, le 4e et dernier baronnet, décédé sans descendance en 1812, laissant les domaines à son arrière-neveu. Saint Michel et tous les anges, Penkridge

Il est né Edward Walhouse et fait ses études à Rugby et à Brasenose College, Oxford. En 1812, il prend le nom de Littleton pour hériter des grands domaines fonciers de son grand-oncle, Sir Edward Littleton (4e baronnet) (en), de Teddesley Hall, près de Penkridge, dans le Staffordshire. En 1835, il hérite également de son oncle, Edward Walhouse, de grands intérêts miniers et manufacturiers à Walsall et à Cannock.

## Carrière politique

### Carrière politique, 1812-1833
Il reprend également le siège parlementaire de son grand-oncle. De 1812 à 1832, il est député de Staffordshire, puis député de la division sud de ce comté jusqu'en 1835. Il passe la majeure partie de son temps en tant que conservateur Canningite, mais passe chez les Whigs après la mort de George Canning en 1827.
À la Chambre des communes, il est particulièrement actif en tant que défenseur de l'émancipation des catholiques romains. En 1825, en prélude à un projet de loi sur le soulagement catholique promu par Daniel O'Connell, il introduit un projet de loi sur la franchise en Irlande. L'objectif est paradoxalement d'augmenter le cens pour les électeurs irlandais. Cependant, son objectif sous-jacent est de mettre fin à l'utilisation abusive d'une forme de propriété absolue typiquement irlandaise, qui devait être renouvelée par paiement au propriétaire initial, permettant ainsi aux grands propriétaires fonciers de créer un grand nombre d'électeurs conformes. Les projets de loi de secours et de franchise ont tous deux échoué. Après avoir traversé la Chambre pour rejoindre les Whigs en 1827, il vote en faveur du projet de loi sur l’Émancipation des catholiques qui est finalement adopté en 1829.
À partir de ce moment, le style et le contenu de ses contributions changent complètement. Pendant près de vingt ans, il s'est généralement contenté de faire de brèves contributions, se livrant généralement à ses opinions ou à des idées modifiées (car il modifiait parfois sa position initiale au cours du débat) dans l'hémicycle en quelques phrases impénétrables. À partir de 1830, il participe étroitement aux travaux du comité sur les réformes importantes. Alors que ses opinions deviennent plus radicales, il adopte un style de plus en plus tranchant et discursif, s'exprimant fréquemment dans de longues déclarations argumentées, chargées de détails factuels. Un jour de septembre 1831, par exemple, il prononce huit discours de durée variable à la Chambre. L'un des facteurs importants de ce changement de style et d'orientation semble avoir été son contact de plus en plus étroit avec l'opinion de la classe moyenne et de la classe ouvrière dans les villes en croissance du Staffordshire - Stoke-on-Trent, Wolverhampton et Walsall. Il présente fréquemment des pétitions et déploie des arguments et des rapports tirés directement de ces villes et villages privés de leurs droits. Devenu plus combatif dans ses contributions, il est de plus en plus considéré comme un radical et non comme un whig.
Après que l'élection générale de 1830 ait mis fin à la domination conservatrice et mis en place un gouvernement minoritaire dirigé par Charles Grey (2e comte Grey), Littleton lance la campagne contre le système de Truck, une pratique par laquelle les employés sont forcés d'accepter un paiement ou des avances en nature, devenant souvent effectivement asservis au magasin de l'entreprise. Il présente d'abord de nombreuses pétitions contre le système émanant de travailleurs du Staffordshire et du Gloucestershire. Il demande et obtient l'autorisation de présenter un projet de loi contre le système de truck à la fin de l'année. Les élections générales de 1831 changent complètement le paysage électoral, ouvrant la voie à un ministère Whig en pleine réforme sous Grey et permettant à Littleton de donner suite à son projet de loi avec une certitude suffisante de succès. Déplaçant le vote sur le projet de loi en septembre 1831, il souligne qu'« il était notoire que le sentiment universel des classes populaires était en faveur d'une tentative de mettre fin à ce système odieux ». Il résume son objectif principal simplement en disant que « les ouvriers doivent être payés en argent ». Le Truck Act de 1831 (en fait la loi sur le paiement des salaires) consolide et étend de nombreuses lois antérieures en la matière, ce qui en fait une loi sociale fondamentale qui est invoquée comme étant encore pertinente au Parlement en 2003.
La campagne pour le Truck Act révèle une importante faiblesse du personnage de Littleton qui va avoir des conséquences majeures sur sa carrière. Pour mener à bien la réforme, il fait la concession que l'Irlande en soit exclue pour le moment. À un moment donné, il a laissé échapper le commentaire selon lequel il se fichait de l'Irlande. Cela est entendu par l'un des députés de Waterford - vraisemblablement George Beresford, qui est détesté par les radicaux et par les Irish Repealers et qui diffuse ensuite cette remarque. Littleton relève le défi au Parlement et, admettant que le rapport de son commentaire est exact, souligne qu'il a été rapporté entièrement hors de son contexte. En fait, il est de notoriété publique qu'il a été un ardent défenseur de l'émancipation. Cependant, le mal est fait.
Lors de l'adoption de la loi sur les trucks, Littleton est intégré aux travaux détaillés du projet de loi sur la grande réforme parlementaire, dans le but de créer un système de représentation parlementaire entièrement nouveau. La réforme a deux objectifs principaux : une simplification de la qualification de droit de vote et une redéfinition complète des limites des circonscriptions électorales pour abolir les arrondissements pourris. Littleton est nommé commissaire non rémunéré pour cette dernière tâche. Il est déterminé à ce que la réforme repose sur les données les plus récentes concernant la taille de la population et non sur le statut traditionnel des colonies de peuplement. Il est formidablement bien informé et souvent sarcastique dans les débats, se disputant souvent à John Wilson Croker, un conservateur irlandais extrêmement anti-réformiste qui siège pour le bourg pourri d’Aldeburgh. Il fait des contributions insistant sans cesse sur le principe selon lequel les circonscriptions doivent représenter les communautés et les populations, et non les intérêts politiques ou économiques. " En fin de compte, le projet de loi sur la réforme, tel que conçu à l’origine, s’est avéré difficile à manier, et la réforme des frontières, avec sa masse de détails et ses nombreuses annexes, est renvoyée en un second projet de loi. Par conséquent, la « loi de réforme de 1832 » est en réalité deux actes distincts : une loi sur la représentation du peuple et la loi de 1832 sur les frontières parlementaires, qui devait en grande partie son efficacité aux travaux de Littleton.
Les députés radicaux du Parlement lui ont dit qu’en janvier 1833, le député écossais Joseph Hume l'a proposé contre sa propre volonté, à la présidence de la première Chambre des communes réformée. Il est secondé par Daniel O'Connell lui-même. Littleton se prononce contre sa propre nomination, exprimant sa confiance dans le président actuel, Charles Manners-Sutton, membre du parti conservateur, et louant sa « patience et son urbanité inégalées ». Littleton a toujours voté pour Manners-Sutton depuis 1817. Il a correctement analysé sa propre candidature comme une manifestation politique et il n'a pas considéré la présidence comme une affaire de parti. O'Connell réplique par un long discours dénonçant le toryisme, exigeant une justification triomphale de la loi de réforme et refusant de retirer la candidature. Il considère la nomination de Manners-Sutton « comme un autre exemple de ce piège de la part du gouvernement actuel envers ses anciens ennemis, qui avaient déjà fourni de si fréquents sujets de plainte ». John Spencer (3e comte Spencer), un autre radical, soutient la position non partisane de Littleton, mais William Cobbett prononce un discours extrêmement partisan, affirmant que l'élection de Manners-Sutton serait « une déclaration de guerre ouverte contre le peuple anglais ». Une grande partie du venin provenait d'une proposition d'accompagnement visant à verser au président une pension importante. Cependant, Manners-Sutton lui-même s’est levé pour rejeter l’idée d’une pension. Un vote a lieu sur la proposition d'installer Littleton à la présidence et celle-ci est rejetée par 241 voix contre 31 : Littleton n'a pas voté pour lui-même. La candidature de Littleton, bien que rejetée par lui-même, a ouvert un important débat constitutionnel qui établit de manière permanente au sein du parlement réformé le caractère non partisan du président.

### Secrétaire en chef pour l'Irlande, 1833-1834
En mai 1833, Littleton devient Secrétaire en chef pour l'Irlande du Lord lieutenant d'Irlande au sein du ministère de Charles Grey (2e comte Grey), avec Richard Wellesley, beau-père de Littleton, en qualité de Lord Lieutenant. Les nominations sont approuvées par Daniel O'Connell. Cependant, Littleton fait partie d'une coalition fragile de whigs et de radicaux. Les Whigs sont beaucoup plus soucieux de défendre les droits de propriété et la position de l’église établie que les radicaux, qui sont prêts à les sacrifier s’ils perçoivent une injustice. Il est souvent obligé de prendre des positions qui auraient normalement pu aller à l'encontre de son instinct politique, et il laisse également son langage imprécis lui causer encore plus de problèmes.
Le problème principal est la question de la dîme irlandaise. Encouragés par l'obligation légale de payer les dîmes à l'Église protestante d'Irlande, les Repousseurs ont lancé une campagne de refus de payer parmi la paysannerie principalement catholique (sinon presbytérienne). Cela provoque les violences de la guerre des dîmes. Littleton est contraint par l'alliance avec les Whigs de présenter un projet de loi sur les arriérés d'Irlande, qui prévoit certaines concessions dans les conditions de paiement, mais réaffirme la détermination du gouvernement d'imposer la dîme à l'Irlande dans un avenir proche. Elle est accompagnée d'un des nombreux projets de loi sur la coercition irlandaise qui suspendent partiellement les droits civils en Irlande pour supprimer la violence rurale.
Au début, Littleton semble se diriger assez facilement vers un compromis. D'une part, il décrit la récupération des dîmes comme une nécessité douloureuse, tout en dénonçant les violences policières injustifiées et parfois illégales. Cependant, cela ne pouvait pas durer. Dès le 10 juillet, Littleton attaque les Irish Repealers aux Communes. Feargus O'Connor, l'un des plus radicaux du parti irlandais, présente une pétition demandant l'abrogation des Actes de l'Union de 1800. Littleton répond : « C’était une proposition tellement dépourvue de bon sens que c’était à peine nécessaire qu’il dise que lorsqu’elle serait présentée, elle serait accueillie par la plus dure des oppositions ». C'était clairement bien au-delà de ce qui était nécessaire pour se dissocier d'O'Connor.
Cependant, il n'y a aucune chance réelle d'abrogation à ce moment-là. Assez précipitamment, il conclut un pacte avec O'Connell en acceptant que la nouvelle loi sur la contrainte ne pourrait pas contenir certaines clauses répressives qui faisaient partie de l'ancienne loi. Les clauses, cependant, sont insérées; O'Connell accuse Littleton de tromperie; et en juillet 1834, le vicomte Althorp et le secrétaire irlandais démissionnent de leurs fonctions. Les deux derniers sont incités à siéger sous le nouveau Premier ministre, Lord Melbourne, et ils sont restés en poste jusqu'à la destitution de Melbourne en novembre 1834.

### Carrière à la Chambre des lords, 1835-1863
En février 1835, Littleton est réélu à la Chambre des communes en tant que député de Staffordshire Southern. Il participe à la victoire des Whig qui ramène Melbourne au pouvoir. Peu de temps après, la nouvelle administration élève Littleton au rang de baron Hatherton, de Hatherton dans le comté de Stafford. Il tire son titre d'un village du Staffordshire qui est à l'époque une enclave de Wolverhampton, où Littleton possède Hatherton Hall, une maison de campagne qui fait partie du patrimoine de Walhouse. Comme il lui est maintenant constitutionnellement interdit de siéger à la Chambre des communes, son siège fait l'objet d'une élection partielle en mai, remportée par un compatriote whig, sir Francis Goodricke.
En tant que pair, Hatherton est automatiquement membre de la Chambre des lords et est en mesure de contribuer au débat et aux processus parlementaires. C'est ce qu'il fait jusqu'à l'année précédant sa mort, bien que ses contributions se soient considérablement réduites après son discours en réponse au discours du Trône de 1847, peut-être pour des raisons familiales.
Pendant plusieurs années après son ascension à la pairie, il est étroitement impliqué dans des campagnes visant à étendre les réformes politiques de l'administration Whig. Le plus important de ceux-ci est initialement la réforme municipale. Hatherton présente de nombreuses pétitions et défend la cause de plusieurs petites villes lors de la campagne précédant la Municipal Corporations Act 1835. Il siège au comité des lords sur le projet de loi et est souvent acerbe dans les débats, tout comme il l'a été lors des réformes précédentes. La clé de la mesure est l’émancipation des contribuables.
Lorsqu'une mesure similaire est proposée à l'Irlande en 1838, Hatherton la défend farouchement auprès des Lords, s'offusquant particulièrement des tentatives de violation du droit de vote. Dans un discours substantiel et détaillé, il utilise son ancienne tactique consistant à rassembler des détails démographiques et financiers pour résoudre l'argument rhétorique. Partout où il perçoit une corruption possible, il inscrit son nom sur les listes. Ainsi, en 1837, par exemple, on trouve son nom parmi les six lords radicaux désireux de mener une enquête urgente sur les statuts des collèges d'Oxbridge, qui envisagent un état de société très différent du présent et une religion autre que celle qui est maintenant établie".
Une autre cause est la lutte contre le taux de l'église, la taxe obligatoire pour l'entretien des églises paroissiales anglicanes qui offense tant les dissidents catholiques que protestants. L'agitation sur le sujet s'inscrit dans le cadre d'une campagne plus large visant à réformer la position de l'Église établie, qui rompait le monopole de l'enregistrement des naissances, des mariages et des décès en 1837, mais les taxes ne furent rendues volontaires qu'en 1868, cinq ans après le décès de Hatherton. En fait, après cette déception, et particulièrement au début des années 1840, une période de domination conservatrice qui amène Robert Peel au pouvoir, les contributions de Hatherton se sont relâchées pendant un certain temps. Sans programme clair de réformes gouvernementales à promouvoir, il a tendance à moraliser.
Hatherton est toujours un ardent promoteur de l'observance du Jour du Seigneur, une cause qui unit presque toutes les églises. Hatherton et ses alliés ecclésiastiques sont au moins aussi préoccupés par les horaires et les conditions de travail des ouvriers que par le respect du décorum lors d'une journée de culte. Hatherton présente de nombreuses pétitions à ce sujet dans les années 1830 et, en 1840, il concentre son attention sur l'exigence d'une loi interdisant la circulation le dimanche sur les canaux et les voies ferrées. Hatherton a un intérêt économique majeur dans les canaux et le canal Hatherton n'est qu'une partie du réseau desservant ses mines et carrières dans le Staffordshire. Il demande une législation pour imposer une solution aux propriétaires du canal, qui ne seraient pas d'accord entre eux pour des vacances pour leurs travailleurs. Cette question le préoccupe pendant deux ans et il passe progressivement au débat sur les conditions de travail en général.
Hatherton prononce plusieurs discours importants dans la période qui précède la loi de 1842 sur les mines. En tant que propriétaire de mines de charbon, ses intérêts économiques sont encore plus impliqués que dans le cas des canaux. Son libéralisme économique est donc mis en conflit avec son zèle pour la réforme sociale. Une commission, présidée par Lord Anthony Ashley-Cooper (7e comte de Shaftesbury), a enquêté sur les conditions de travail dans les mines et ses propositions de réforme prévoient l'interdiction du travail des femmes et des enfants dans les sous-sols. Hatherton se trouve dans la position inhabituelle et inconfortable de défendre le statu quo aux côtés de Charles Vane (3e marquis de Londonderry), un grand Tory détesté dans les régions minières de Northumberland et de Durham. Cependant, Hatherton affirme que les conditions dans les mines de charbon de Midland sont bien meilleures que dans le nord et présente les mineurs comme une aristocratie du travail, les enfants travailleurs étant des « apprentis ». En partie à cause de son intransigeance, la limite d'âge inférieure pour que les garçons puissent travailler sous terre est fixée à dix ans. En revanche, Hatherton se félicite de l'interdiction faite aux femmes de travailler dans les mines et s'est défendu contre toute tentative de l'atténuer.
Dans la Railway Mania des années 1840, Littleton tente de maîtriser le rythme de la modernisation. Au début de 1845, il prend longuement la parole pour appuyer une pétition de la Staffordshire et de la Worcestershire Canal Company, attaquant les prix prédateurs des compagnies de chemin de fer. Un peu plus tard, il encourage les personnes touchées par le développement des chemins de fer à se regrouper au sein de sociétés pour défendre leurs intérêts communs et prend la défense du commerce côtier du charbon. L'année suivante, cependant, il affiche une attitude très positive et prône un système simplifié pour gérer le développement des chemins de fer. En fait, il s’est suffisamment renseigné pour mettre en péril l’opinion selon laquelle la Voie large est l’avenir.
Les changements proposés au Game Act 1831 lui donnent également l'occasion de se faire connaître en tant que propriétaire moderne et en réformateur. Il propose de retirer les lièvres du statut de gibier afin que les locataires puissent les éliminer de leur terre et se vante de sa quasi-extermination de lièvres et de lapins sur ses propres terres.
Cependant, la question irlandaise commence à nouveau à dominer le débat et cela n'a jamais cessé d'être l'une des préoccupations majeures de Hatherton. Au cours des années 1830, il a souvent parlé des questions irlandaises, empruntant un chemin sinueux. D'une part, il soutient la plupart des causes d'égalité et de réforme sociale chères aux nationalistes irlandais. En 1836, par exemple, on le retrouve en train de défendre la suppression des loges de l'ordre d'Orange et dénonçant la faible représentation des catholiques dans les organismes publics. Cependant, il appuie également les mesures gouvernementales coercitives visant à supprimer le désordre, adoptant souvent une position intransigeante. En 1844, Hatherton prône une réforme populaire auprès des catholiques irlandais: la loi sur les legs charitables (Irlande), qui crée une personne morale chargée d'accepter les legs en faveur du clergé irlandais. Ce faisant, il saisit l’opportunité de s’attaquer à la pauvreté de l’enseignement clérical catholique. Cela contribue à alimenter l'agitation qui conduit à la subvention Maynooth de 1845, avec ses conséquences désastreuses pour le parti conservateur.
Cependant, la catastrophe de la Grande Famine en Irlande pousse rapidement même ces problèmes importants vers la périphérie. Peel reconnait qu'il n'est pas possible de mettre fin à la famine alors que les Corn Laws, les principaux droits de protection sur les importations de produits alimentaires, restent en vigueur. Bien qu'il n'ait jamais dominé le radicalisme de Hatherton, il est depuis longtemps fidèle à la cause Corn Laws et a parlé avec le plus d'efficacité à ce sujet lorsqu'il a présenté pas moins de six pétitions de Wolverhampton en 1839. Il soutient l'abrogation des lois en 1846, volte-face du parti conservateur qui le scinde de façon désastreuse et renverse le gouvernement de Peel. Le gouvernement minoritaire whig de John Russell (1er comte Russell) traite la famine aussi étroitement que possible, conformément aux principes du laissez-faire, par l'intermédiaire de l'administrateur Charles Trevelyan. Il est tellement préoccupé par une solution de marché qu'il limite l'aide aux travaux publics et contraint des millions de personnes à mourir de faim ou à émigrer.
À partir d'août 1846, le Parlement est continuellement prorogé et le gouvernement évite de faire face à ses détracteurs. Au début de 1847, le gouvernement est contraint de proposer de nouvelles mesures et décide d'introduire des soupes populaires et des secours en plein air. Le Parlement reprend ses travaux le 19 janvier et la stratégie révisée du gouvernement est brièvement esquissée dans le discours du Trône qui donne à l'Irlande une place importante, mais se promène sur des sujets tels que le mariage de l'infante espagnole et les problèmes en Pologne et en Argentine. En tant que pair whig senior, Hatherton s'est levé pour faire une adresse officielle en réponse. Il déclare immédiatement que la situation de l'Irlande est un sujet d'une « importance primordiale » et prononce ensuite un long discours dans lequel toutes les autres questions sont reléguées à une mention formelle à la fin. Il souligne l'ampleur de la famine et l'inadéquation des tentatives du gouvernement pour y faire face. Il se félicite des programmes de travaux publics, mais déclare que s'ils sont désormais inutiles ou impraticables, il faut trouver d'autres moyens de remédier à la famine. Hatherton déclare que son but est « d'implorer leurs Seigneuries, en examinant cette question, de s'approprier le cas de l'Irlande » et demande au gouvernement de le traiter exactement comme si cela s'était passé en Angleterre. Il demande aux pairs d'examiner quelle aurait été leur réaction si un organisme nuisible avait détruit les importations de coton de l'Angleterre : laisseraient-ils Manchester à ses propres moyens ? Il exige la suppression de toutes les restrictions résiduelles aux importations de produits alimentaires. Le gouvernement propose de financer un allégement des futures taxes sur l'Irlande. Hatherton rejette cela explicitement. Quelle serait la réponse à une famine en Angleterre : le Parlement s’attendrait-il vraiment à ce que les propriétaires anglais paient l’allègement de leurs frais ? Hatherton précise qu'il ne parle pas au nom du gouvernement.
Son discours, qui critique le pilier central de la politique gouvernementale, suscite un tollé considérable. C'est l'apogée de sa carrière en tant que pair. À partir de ce moment, ses contributions sont devenues plus courtes et moins fréquentes. Cela correspond à peu près au début d'importants deuils familiaux. Jacinthe Anne, sa fille est décédée en juillet 1847 après une longue lutte contre la tuberculose. Son épouse, Hyacinthe Mary, tomba elle aussi gravement malade et meurt au début de 1849. Hatherton exerce les fonctions de Lord Lieutenant du Staffordshire entre 1854 et 1863, un poste honorifique au niveau local, doté de fonctions cérémoniales considérables. Sa dernière contribution au débat, en 1852, est une attaque caractéristique contre l'arrogance des sociétés de télégraphes qui gênent les résidents sans préavis et leur demande de verser une indemnité.

## Intérêts commerciaux et immobiliers
Hatherton est un homme très riche, en partie à cause de ses domaines hérités et en partie à cause de ses propres activités commerciales. Le patrimoine de Littleton comprend la quasi-totalité du manoir de Penkridge et d'autres domaines de cette région - des terres appartenant aux Littletons depuis 1502. Le patrimoine Walhouse comprend d'importantes mines de charbon à Cannock et à Walsall, ainsi que des travaux d'extraction destinés au secteur de la construction, notamment des carrières de grès et de calcaire, des briqueteries, des gravières et des sablières. Cela le rend extrêmement influent en tant que propriétaire et employeur dans une grande partie du sud et du centre du Staffordshire. 
Bien que la plupart de ses revenus de l’agriculture proviennent de loyers et de dîmes, Hatherton est également un fermier considérable pour son propre compte. Il draine et aménage une grande surface pour étendre la ferme de Teddesley à une exploitation de quelque 1 700 acres. Il y a 200 têtes de bétail et 2 000 moutons. 700 acres sont en culture, en utilisant une rotation de quatre cours. En 1860, il crée à Teddesley un collège agricole gratuit pour 30 garçons, dont beaucoup sont des fils de locataires. Les garçons travaillent une partie de chaque journée sur le domaine et reçoivent un enseignement pratique et formel. 

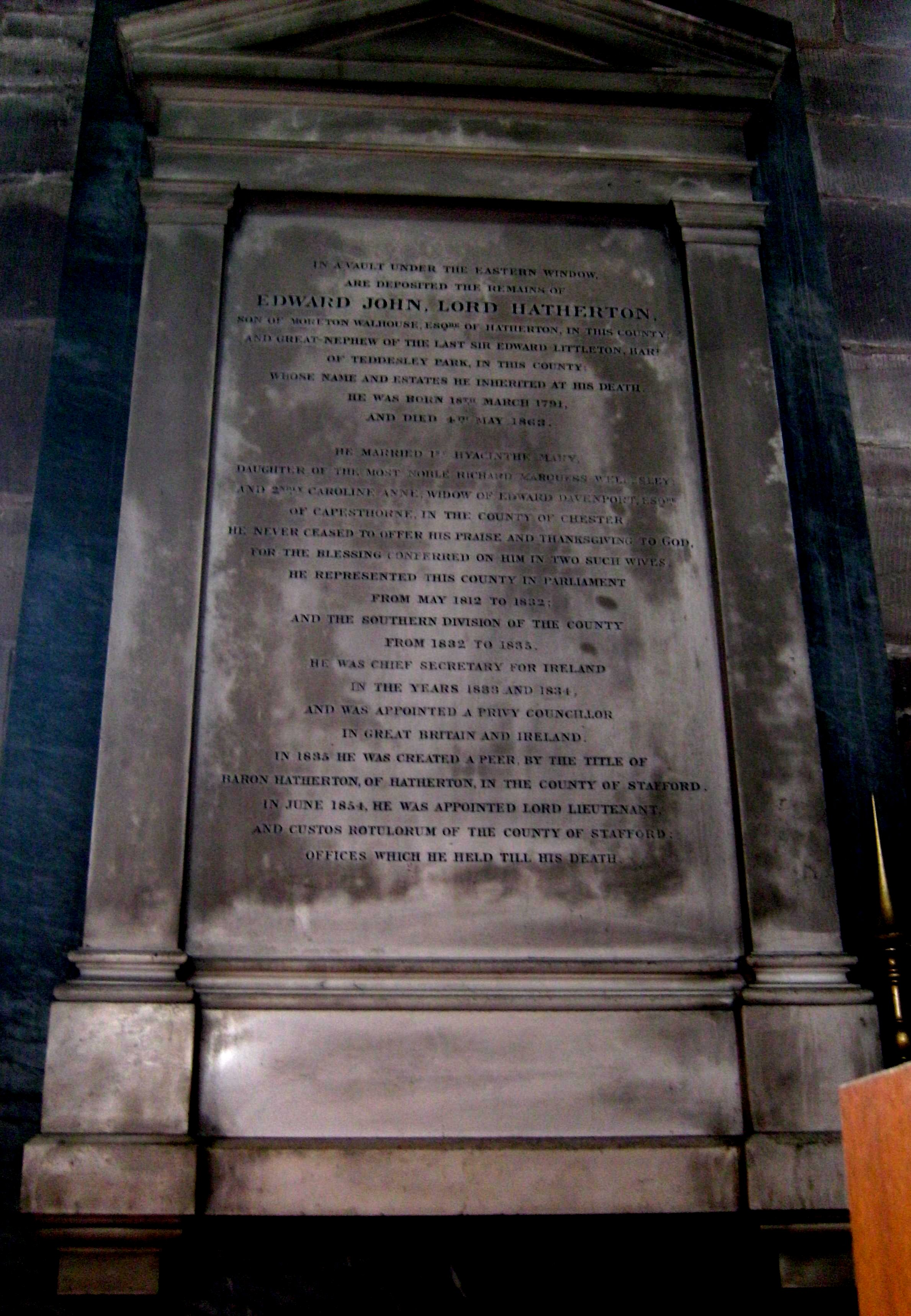
Mémorial d'Edward Littleton, 1er Baron Hatherton dans l'église St Michael, Penkridge.

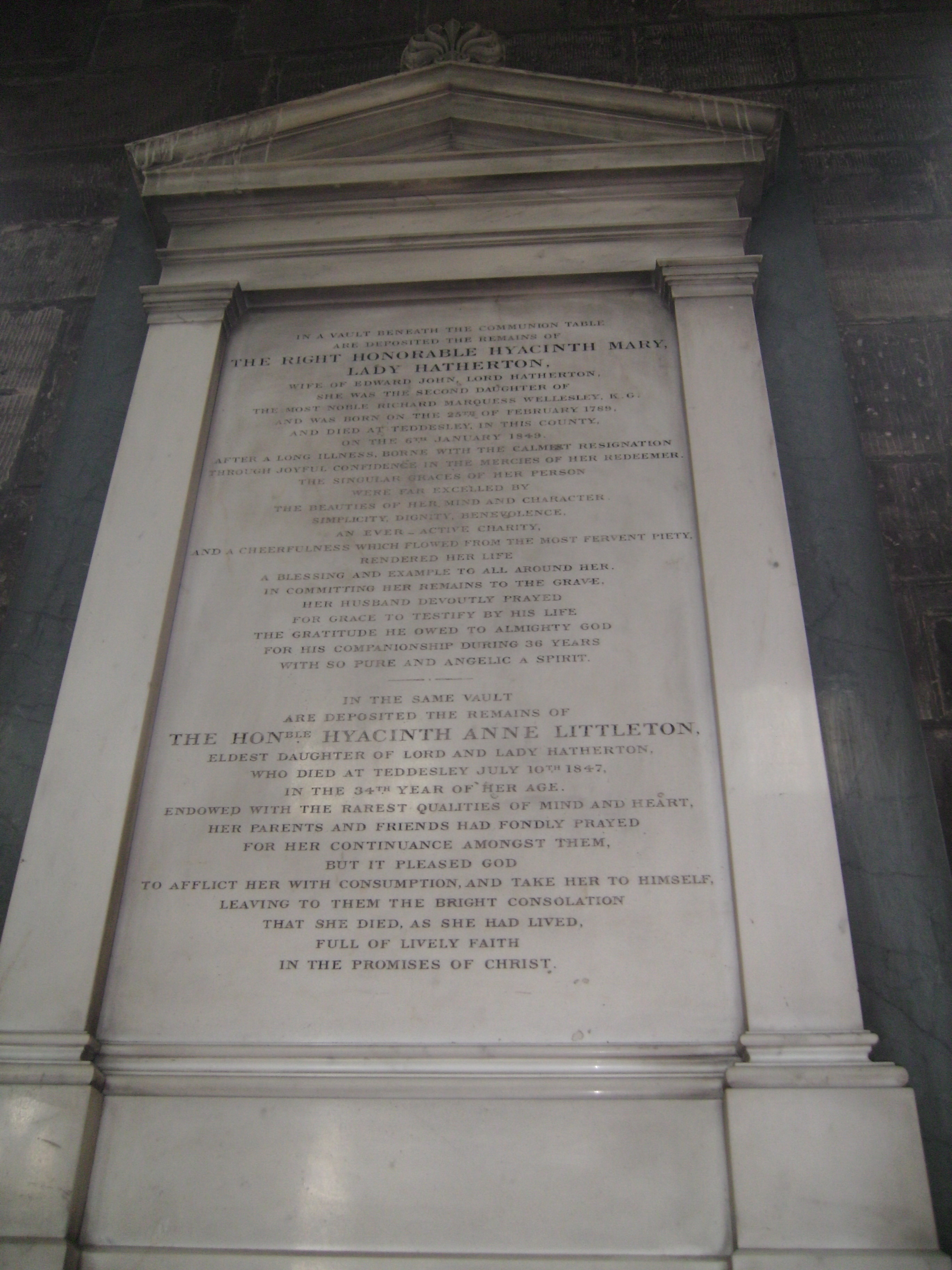
Mémorial à la femme et à la fille de Hatherton, qui l'a précédé dans la tombe. Saint Michel et tous les anges, Penkridge

## Famille
Lord Hatherton épouse Hyacinthe Mary Wellesley, fille illégitime aînée de Richard Wellesley, 1er marquis Wellesley et Hyacinthe-Gabrielle Roland, en octobre 1812. L'une des gouvernantes de leurs enfants (1821-1825) est Anna Brownell Jameson, plus tard auteure et historienne de l'art.
Lady Hatherton est décédée des suites d'une longue maladie le 6 janvier 1849. Une fille, Hyacinth Anne, est déjà décédée en 1847. En 1852, Hatherton épouse Caroline Davenport, née Hurt, (1810-1897) de Wirksworth, dans le Derbyshire. Il meurt dans sa résidence de Staffordshire, à Teddesley Hall, en mai 1863, à l'âge de 72 ans. Il est enterré avec sa première femme et sa première fille à l'église paroissiale de Penkridge. Son fils Edward lui succède comme baron.